# گرشدلاک
گِرِشدلاک (به مجاری:  Geresdlak) یک شهرداری در مجارستان است که در ناحیه پچ‌واراد واقع شده‌است. گِرِشدلاک ۲۵٫۲۸ کیلومتر مربع مساحت و ۹۱۰ نفر جمعیت دارد.